# Unterseeboot 19 (1912)
Pour les articles homonymes, voir Unterseeboot 19.
Le sous-marin allemand Unterseeboot 19 (Seiner Majestät Unterseeboot 19 ou SM U-19), navire de tête des quatre exemplaires du type 'U 19 a été construit par la Kaiserliche Werft de Danzig, et lancé le 12 octobre 1912 pour une mise en service le 6 juillet 1913. Il a servi pendant la Première Guerre mondiale sous pavillon de la Kaiserliche Marine.

## Caractéristiques techniques
De type U 19, Le SM U-19 est long de 64,15 m, large de 6,1 m (maître bau), haut de 7,10 m, et était armé de six torpilles et d'un canon de pont de 8,8 cm SK L/30 et à partir de 1916 d'un deuxième, puis d'un canon de pont de 10,5 cm SK L/40 avec 300 coups à partir de 1917, ainsi qu'un canon Hotchkiss de 3,7 cm.

Doté d'une autonomie de 7 600 milles nautiques, sa vitesse était de 15,4 nœuds en surface et de 9,5 nœuds sous l’eau. Il pouvait plonger à une profondeur de 50 mètres environ.

À son bord se trouvait un équipage de quatre officiers et de 31 matelots.

## Histoire
Du 1er août 1914 au 15 mars 1916, le SM U-19 est commandé par le Kapitänleutnant Constantin Kolbe. Durant cette période, il a eu la malheureuse distinction de devenir le premier U-Boot à être victime de la Première Guerre mondiale lorsqu'il a été éperonné par le HMS Badger le 24 octobre 1914. Sa coque a été gravement endommagée, mais il a survécu et a été réparé.
Le 22 janvier 1915, le Durward se trouvait près du bateau-phare Maas lorsqu'ils ont vu le SM U-19 à la surface. Ils essayent de s'échapper, mais comme ils ne pouvaient atteindre que 12 noeuds, ils n'y parvinrent pas. Le second du Durward, qui fut plus tard interviewé par le correspondant spécial du Daily Mail à Rotterdam, raconta que le second officier, qui parlait un excellent anglais, leur avait ordonné de descendre du bateau et de venir leur parler. Le capitaine et l'équipage ont eu dix minutes pour quitter le navire. Le second a demandé au second officier s'il pouvait retourner au navire pour récupérer ses vêtements. Il a répondu : « Désolé, mon vieux, ce n'est pas possible. Je suis moi-même dans la marine marchande, ayant été dans le service de la Lloyd d'Allemagne du Nord, mais maintenant je fais un peu pour mon pays ». Le commandant du U-Boot a remorqué le canot de sauvetage à moins de 100 mètres du bateau-phare Maas, s'arrêtant même à un moment donné pour réparer le remorquage lorsqu'il s'est séparé, après quoi l'équipage du Durward a quitté le sous-marin et a ramé jusqu'au bateau-phare.
Kolbe a été relevé par Raimund Weisbach, qui avait précédemment servi comme officier torpilleur sur le SM U-20 et avait sur ordre du Kapitänleutnant Walther Schwieger lancé la torpille qui a coulé le RMS Lusitania. Cela avait finalement conduit à une grave crise diplomatique avec les États-Unis d'Amérique. Pendant son bref commandement, Weisbach a mené une mission inhabituelle : il a livré le révolutionnaire Roger Casement et deux autres agents à Banna Strand en Irlande dans l'espoir qu'ils fomentent un soulèvement qui détournerait la Grande-Bretagne et d'Irlande du Royaume-Uni de la Première Guerre mondiale. Le Reich allemand espérait que cela distrairait la Grande-Bretagne de la guerre sur le continent européen. Le SM U-19 devait rencontrer le navire transporteur d'armes Libau dans la baie de Ballyheigue, qui opérait sous le nom de couverture norvégien Aud. Les deux navires ont manqué leur cible et Casement n'a pas pu contacter le transporteur d'armes (voir aussi : Insurrection de Pâques 1916). Le cargo allemand Aud, acheminant vingt mille fusils, a été arraisonné par un patrouilleur britannique le 20 avril 1916.
Weisbach est relevé le 11 août 1916, par Johannes Spiess, qui est relevé à son tour le 1er juin 1917, par Heinrich Koch. Koch a remis le bateau le 25 octobre 1917 à Hans Albrecht Liebeskind, qui a commandé pendant moins d'un mois avant d'être relevé le 17 novembre 1917 par Spiess à nouveau. Le 1er juin 1918, Liebeskind reprend le commandement et commande le SM U-19 jusqu'à la fin de la guerre.
Le SM U-19 a effectué 12 patrouilles, coulant 46 navires totalisant 64 816 tonnes, dont le Santa Maria (5 383 tonnes) au large de Lough Swilly le 25 février 1918, le Tiberia (4 880 tonnes) au large de Black Head près de Larne le 26 février 1918, et le HMS Calgarian (17 500 tonnes) au large de l'île de Rathlin le 1er mars 1918.

### Destin

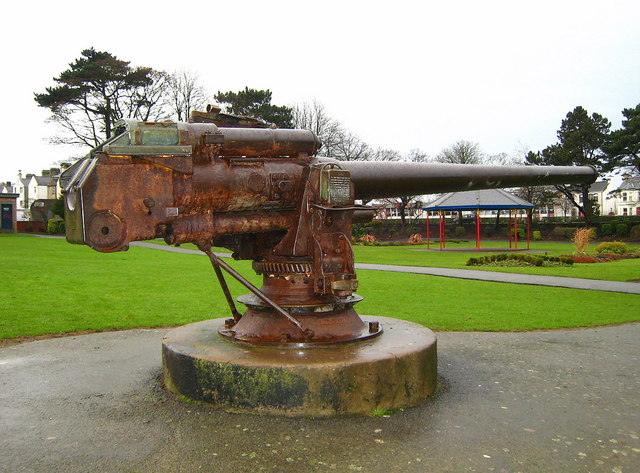
Le canon du SM U-19 (photographie de 2008)

Le 11 novembre 1918, le SM U-19 se rend aux Britanniques, et est démantelé à Blyth en 1919 ou 1920.
Le canon principal du SM U-19 est donné aux habitants de Bangor, Co. Il se trouve aujourd'hui près du monument aux morts dans le Ward Park de la ville. Il a été donné par l'Amirauté en reconnaissance de la conduite valeureuse du commandant Edward Bingham à bord du HMS Nestor lors de la bataille du Jutland en juillet 1916, pour laquelle il a reçu la Victoria Cross.

### Mésaventures
Le 24 mai 1917, le SM U-19 a failli faire une erreur capitale, la quasi-tir de torpille sur le SM U-155, l'un des sous-marins allemands les plus modernes de l'époque. En supposant qu'il ait croisé un sous-marin britannique, Spieß a fait préparer une torpille. Mais peu avant de donner l'ordre de larguer la torpille, il a découvert certaines particularités des sous-marins allemands. Ici, cependant, l'erreur est imputable au commandement des sous-marins, qui n'avait pas informé le SM U-19 du départ du SM U-155.
Le 24 avril 1918, le SM U-19 a rencontré la flotte allemande de haute mer (Hochseeflotte) en pleine mer. Estimant avoir repéré une grande partie de la Grande Flotte britannique (Grand Fleet), Spieß rapporte qu'il est tombé sur une grande unité britannique, ce qui a conduit la flotte hauturière à une recherche plus longue, mais naturellement infructueuse.

### Documents originaux de la salle 40
Ce qui suit est une transcription mot à mot des activités enregistrées du SM U-19 connu des services de renseignement de la marine britannique (mieux connu sous le nom de Room 40 ou salle 40) au cours des années 1914-1918 :

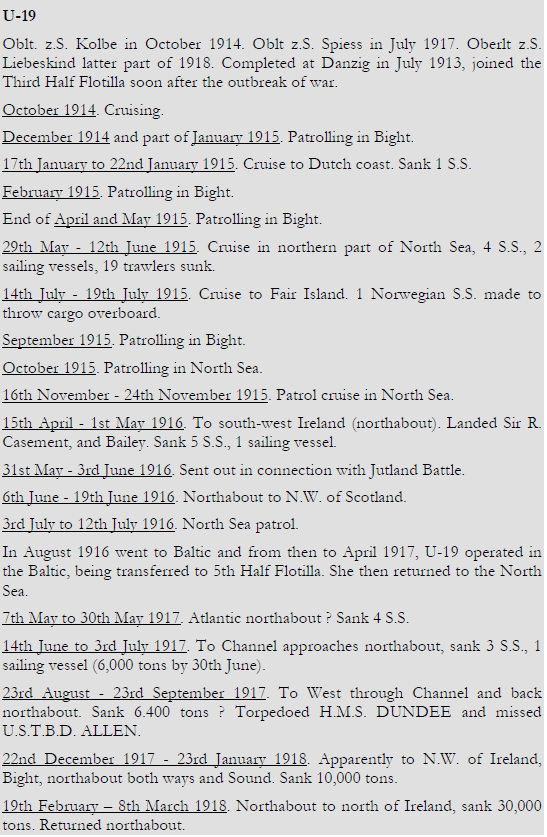

Note : S.S. = Steam Ship; S.V. = Sailing Vessel; northabout, Muckle Flugga, Fair I. = around Scotland; Sound, Belts, Kattegat = nord du Danemark du départ/arrivée des ports allemands de la Baltique; Bight = départ/arrivée des ports allemands de la Mer du Nord; success = navires coulés

## Commandants
- Kapitänleutnant (Kptlt.) Constantin Kolbe du 1er août 1914 au 15 mars 1916
- Kapitänleutnant (Kptlt.) Raimund Weisbach du 16 mars 1916 au 10 août 1916
- Oberleutnant zur See (Oblt.) Johannes Spieß du 11 août 1916 au 4 juillet 1917
- Leutnant zur See der Reserve (Ltn. (R)) Heinrich (i.V.) Koch du 5 juillet 1917 au 15 octobre 1917
- Oberleutnant zur See (Oblt.) Hans Albrecht Liebeskind du 25 octobre 1917 au 16 novembre 1917
- Kapitänleutnant (Kptlt.) Johannes Spieß du 17 novembre 1917 au 31 mai 1918
- Oberleutnant zur See (Oblt.) Hans Albrecht Liebeskind du 1er juin 1918 au 11 novembre 1918

## Flottilles
- Flottille III du 1er août 1914 au 19 septembre 1916
- Flottille de la Baltique du 19 septembre 1916 au 1er mai 1917
- Flottille III du 1er mai 1917 au 11 novembre 1918

## Patrouilles
Le SM U-19 a effectué douze patrouilles pendant son service.

## Palmarès
Le SM U-19 a coulé 57 navires marchands pour un total de 97 921 tonneaux et un navire de guerre de 1 261 tonnes , endommagé trois navires marchands pour un total de 4 224 tonneaux et capturé comme prise de guerre un navire marchand de 733 tonneaux.
| Date               | Nom du navire         | Nationalité            | Tonnage (GRT) | Fait                          |
| ------------------ | --------------------- | ---------------------- | ------------- | ----------------------------- |
| 21 janvier 1915    | Durward               | Royaume-Uni            | 1 301         | Coulé                         |
| 2 juin 1915        | Salvador              | Danemark               | 165           | Coulé                         |
| 3 juin 1915        | Chrysoprasus          | Royaume-Uni            | 119           | Coulé                         |
| 3 juin 1915        | Dogberry              | Royaume-Uni            | 214           | Coulé                         |
| 3 juin 1915        | Ena May               | Royaume-Uni            | 90            | Coulé                         |
| 3 juin 1915        | Iona                  | Royaume-Uni            | 3 344         | Coulé                         |
| 3 juin 1915        | Kathleen              | Royaume-Uni            | 92            | Coulé                         |
| 3 juin 1915        | Strathbran            | Royaume-Uni            | 163           | Coulé                         |
| 4 juin 1915        | Cortes                | Royaume-Uni            | 174           | Coulé                         |
| 4 juin 1915        | Dunnet Head           | Royaume-Uni            | 343           | Coulé                         |
| 4 juin 1915        | Ebenezer              | Royaume-Uni            | 113           | Coulé                         |
| 4 juin 1915        | Evening Star          | Royaume-Uni            | 120           | Coulé                         |
| 4 juin 1915        | Explorer              | Royaume-Uni            | 156           | Coulé                         |
| 4 juin 1915        | Petrel                | Royaume-Uni            | 182           | Coulé                         |
| 5 juin 1915        | Adolf                 | Empire russe           | 169           | Coulé                         |
| 5 juin 1915        | Bardolph              | Royaume-Uni            | 215           | Coulé                         |
| 5 juin 1915        | Curlew                | Royaume-Uni            | 134           | Coulé                         |
| 5 juin 1915        | Gazehound             | Royaume-Uni            | 138           | Coulé                         |
| 5 juin 1915        | Persimon              | Royaume-Uni            | 255           | Coulé                         |
| 5 juin 1915        | Star of the West      | Royaume-Uni            | 197           | Coulé                         |
| 6 juin 1915        | Japonica              | Royaume-Uni            | 145           | Coulé                         |
| 6 juin 1915        | Dromio                | Royaume-Uni            | 208           | Coulé                         |
| 9 juin 1915        | Svein Jarl            | Norvège                | 1 135         | Coulé                         |
| 11 juin 1915       | Otago                 | Suède                  | 1 410         | Coulé                         |
| 11 juin 1915       | Plymouth              | Royaume-Uni            | 165           | Coulé                         |
| 11 juin 1915       | Waago                 | Royaume-Uni            | 154           | Coulé                         |
| 16 juillet 1915    | Cameo                 | Royaume-Uni            | 172           | Endommagé                     |
| 21 avril 1916      | Feliciana             | Royaume-Uni            | 4 283         | Coulé                         |
| 22 avril 1916      | Jozsef Agost Foherzeg | Royaume d'Italie       | 2 680         | Coulé                         |
| 22 avril 1916      | Ross                  | Royaume-Uni            | 2 666         | Coulé                         |
| 23 avril 1916      | Parisiana             | Royaume-Uni            | 4 763         | Coulé                         |
| 23 avril 1916      | Ribston               | Royaume-Uni            | 3 048         | Coulé                         |
| 25 avril 1916      | Carmanian             | Norvège                | 1 840         | Coulé                         |
| 12 septembre 1916  | Elizabeth             | Marine impériale russe | 4 444         | Coulé                         |
| 12 septembre 1916  | Ije (N-18)            | Marine impériale russe | 1 261         | Coulé                         |
| 22 septembre 1916  | Kennett               | Royaume-Uni            | 1 679         | Coulé                         |
| 12 mai 1917        | Wirral                | Royaume-Uni            | 4 207         | Coulé                         |
| 17 mai 1917        | Vesterland            | Suède                  | 3 832         | Coulé                         |
| 20 mai 1917        | Arnfinn Jarl          | Norvège                | 1 097         | Coulé                         |
| 26 mai 1917        | Norway                | Norvège                | 1 447         | Coulé                         |
| 27 mai 1917        | Debora                | Danemark               | 159           | Coulé                         |
| 20 juin 1917       | Fido                  | Norvège                | 1 459         | Coulé                         |
| 21 juin 1917       | Black Head            | Royaume-Uni            | 1 898         | Coulé                         |
| 21 juin 1917       | Laatefos              | Norvège                | 1 458         | Coulé                         |
| 22 June 1917       | Bolette               | Norvège                | 1 431         | Coulé                         |
| 31 août 1917       | Miniota               | Royaume-Uni            | 6 422         | Coulé                         |
| 1er septembre 1917 | Akaroa                | Norvège                | 1 348         | Coulé                         |
| 12 septembre 1917  | Agricola              | Royaume-Uni            | 65            | Coulé                         |
| 28 décembre 1917   | Maxton                | Royaume-Uni            | 5 094         | Coulé                         |
| 28 décembre 1917   | Santa Amalia          | Royaume-Uni            | 4 309         | Coulé                         |
| 2 janvier 1918     | Nadejda               | Empire russe           | 3 849         | Coulé                         |
| 25 février 1918    | Santa Maria           | États-Unis             | 5 383         | Coulé                         |
| 25 février 1918    | Appalachee            | Royaume-Uni            | 3 767         | Endommagé                     |
| 26 février 1918    | Tiberia               | Royaume-Uni            | 4 880         | Coulé                         |
| 1er mars 1918      | HMS Calgarian         | Royal Navy             | 12 515        | Coulé                         |
| 1er mars 1918      | Thomas Collard        | Royaume-Uni            | 215           | Coulé                         |
| 1er mars 1918      | Lord Lister           | Royaume-Uni            | 285           | Endommagé                     |
| 6 avril 1918       | Sterne                | Pays-Bas               | 108           | Coulé                         |
| 21 avril 1918      | Delta A               | Belgique               | 241           | Coulé                         |
| 23 avril 1918      | Peregrine             | Royaume-Uni            | 79            | Coulé                         |
| 23 avril 1918      | Tyne Wave             | Royaume-Uni            | 121           | Coulé                         |
| 25 avril 1918      | Hollandia I           | Pays-Bas               | 733           | Capturé comme prise de guerre |